# Alfarería en Navarra
La alfarería en Navarra (España), como fenómeno etnográfico posterior a la romanización, tuvo en el pasado un desarrollo paralelo al de la vecina provincia de Álava, con importante producción de influencia árabe especialmente al sur del territorio autonómico. También existieron paralelismos morfológicos y decorativos con la alfarería aragonesa pirenaica.
Sus centros más importantes fueron: Tudela, Estella y Marañón en La Ribera; Tafalla, en la Navarra Media; y Lumbier, en la Merindad de Sangüesa. En las fábricas de loza "La Talavera" y "Nueva Talavera" (fundadas en Pamplona en 1787 y 1851, respectivamente), se hizo abundante loza común estannífera para el consumo popular.
A partir de 1980, se crearon nuevos alfares familiares en diversos rincones de la provincia, ya con equipamiento y técnicas cerámicas avanzadas, como hornos eléctricos.

## Documentación histórica

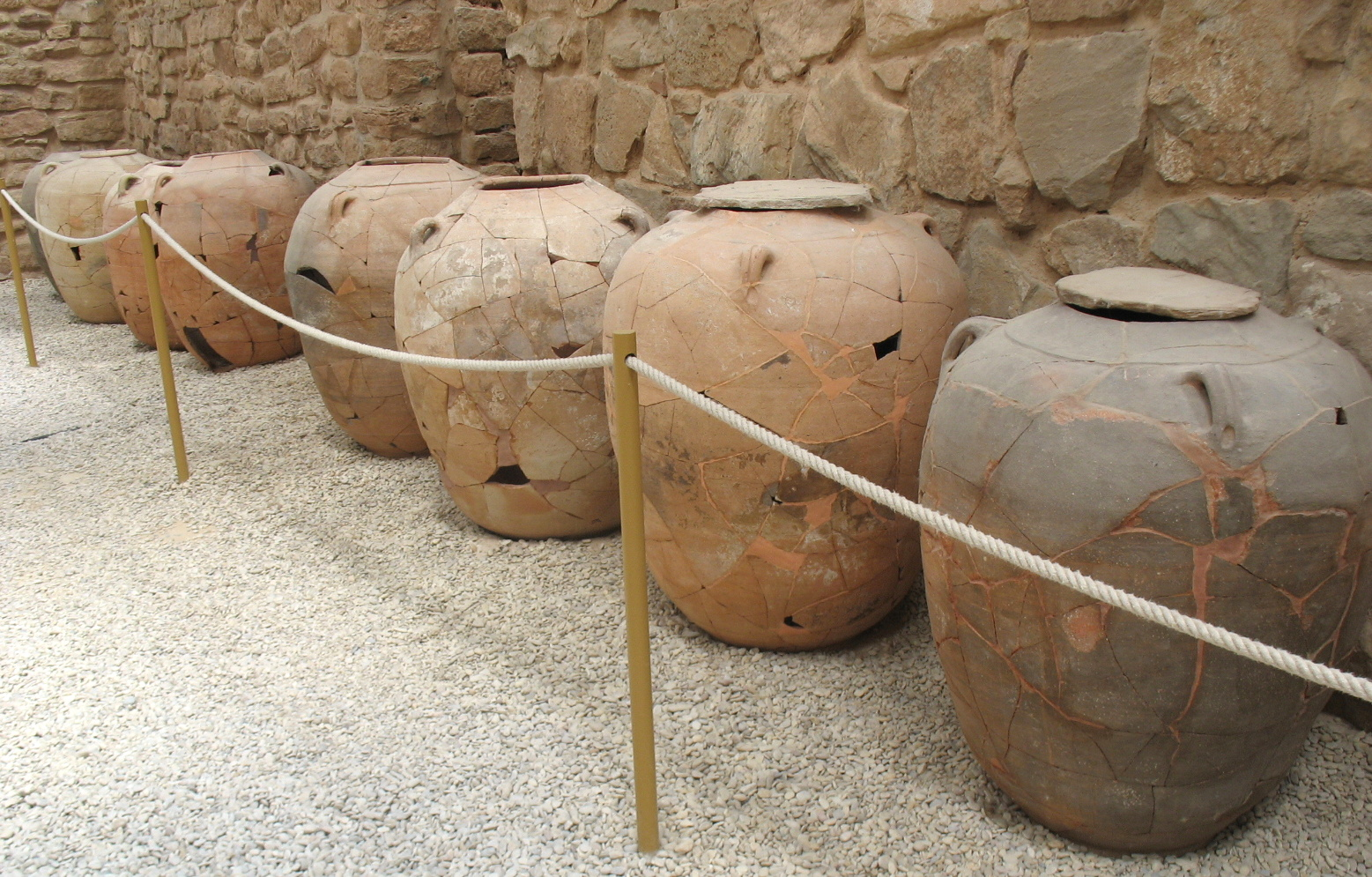
Tinajas en la villa romana de Las Musas, en Arellano.

Los restos arqueológicos más antiguos en relación con el oficio de la alfarería en territorio navarro se remontan al Neolítico. Se ha recogido asimismo una importante muestra de materiales del periodo romano y de la cultura mudéjar a través de la vía de culturización del Valle del Ebro.
En el siglo XVIII hay referencias de industria alfarera en diferentes localidades navarras en el Catastro de Ensenada (1752) y en las Memorias políticas y económicas de Eugenio Larruga (1792). En el siglo XIX aparecerán nuevas menciones y recopilaciones en el Diccionario geográfico-estadístico-historico (1846-1850) de Pascual Madoz, el Diccionario geográfico-histórico de Navarra (1842) de Teodoro Ochoa de Alda y otros estudios de la época.
Considerado un clásico, el manual de Cerámica navarra de Leandro Silván, publicado en 1973, continúa siendo una obra de consulta capital.

## Centros alfareros desaparecidos

### Estella
Desaparecidos hacia 1956, los alfares de Estella produjeron todo tipo de cacharrería. Era peculiar su decoración con motivos geométricos incisos y pintados al manganeso, similares a los de los cántaros de Priego, o los relieves a pellizcos al modo aragonés. 

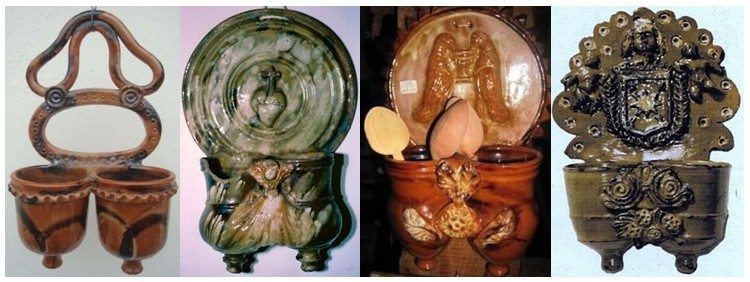
Cuchareros; de izq. a dcha: reproducción del conservado en el Museo Etnográfico de Arteta; cucharero atribuido al taller de Echeverría, con el sagrado corazón y la cruz; copia moderna con cucharas de madera, y cucharero de Ybicuru o Torres con el escudo de Estella.

Recipientes característicos fueron: los cántaros, diversas medidas para el vino o el aceite, jarras, tarros para dulce, jícaras para chocolate, caloríferos, ollas, barreños para la matanza, comederos de gallinas, heladeras, protectores de chimeneas, paragüeros, ensaladeras, herradas (para la leche), y dos piezas típicas: los cuchareros de Estella (curiosa pieza para colgar en las cocinas y dejar allí las cucharas de madera en uso), y las ollas ciegas, localismo para denominar las huchas.
Entre sus últimas alfarerías cabe mencionar las de los Echeverría, los Zalacáin, los Ybiricu, los Torres y los Estrada.
En este foco alfarero aún se conservan los moldes de arcilla y yeso que se crearon en el "taller de Ybiricu" para adornar benditeras, floreros o jarras. Los moldes más típicos eran la cabeza de faraón, el escudo de Estella, flores, conchas, figuras danzantes y el águila bicéfala.

### Lumbier
Uno de los focos más importantes y valorados de Navarra, llegando a tener en activo hasta 24 obradores a mediados del siglo XIX.
En Lumbier eran especialmente apreciadas las arcillas rojas de Lardin y un desgrasante terroso, blanquecino, llamado tierra de buro, extraído de El Puente de la Arena. En el vocabulario local, a la barbotina, ese barrillo fino que se va formando en el fondo de la vasija y en el que el alfarero moja una y otra vez sus manos, se la llamaba limarcha. Exceptuando macetas, huchas y botijos, el resto de las piezas se vidriaban.
Los hornos eran de tipo árabe "de pequeño volumen, base cuadrada y cuya solera, provista de 24 conductos para el paso de las llamas, se apoyaba en una bóveda acampanada que servía de cúpula a su vez al hogar subterráneo".
Las mujeres ayudaban a colocar las piezas al sol, cargar y descargar el horno y en el barnizado. Las piezas, por su excelente calidad eran muy valoradas en Pamplona y todo el Alto Aragón.
Entre sus últimos alfareros: Justo de Goyeneche, Gabriel Napal, los hermanos Rebolé, Hilario Pérez (cuyo alfar, el último, se cerró con su fallecimiento en 1968).

### Marañón
Foco alfarero, vecino de Estella, mencionado por Pascual Madoz y estudiado por Barandiarán. Su fama llegó incluso a las coplas populares: 
Aunque veas salir humo
del pueblo de Marañón,
no pienses que asan carneros,
que pucheros y ollas son.

### Tafalla
De arcillas calcáreas solo adecuadas para usar en frío. La pieza más característica era el cántaro, como el de Lumbier, más aragonés que vasco, con decoración incisa. Entre sus piezas tradicionales destacan el botijo rallo, el castillo (botijo de trampa) o la "jarra subida sin torno", sobreviviente uno de los modos de trabajo más primitivos: el urdido o modelado a mano.
Sus últimas sagas alfareras, la de los Ciorda y la de los González cerraron sus obradores en el último tercio del siglo XX, trasladándose a Villaba, junto a Pamplona.

### Tudela
Su riqueza y actividad alfareras fueron mencionadas por Sebastián Miñano, Madoz, Pedro de Madrazo y Alfredo Floristán Tamames a lo largo del siglo XIX, era dorada de esta industria en la Ribera tudelana. En la capital, la alfarería que llegó a elaborar incluso figuritas de belén, se convirtió luego en una gran industria del ladrillo, la teja y los tubos cerámicos.
La producción, utilizando hornos de tipo árabe, era básicamente sin vidriar o con vidriado parcial. Una de las piezas más típicas fue el cántaro tudelano, con una sola asa, liso o con decoración en tonos oscuros (al manganeso). Entre sus últimos talleres: el de la saga de los Añón y el de las Pontochas, dos mujeres alfareras.

### Otros
También desaparecieron las alfarerías de Arguedas, Los Arcos, Pamplona, Santesteban, Subiza y Villava. Además existieron muchas tejerías que explotaron las ricas arcillas de la Barranca, Estella, Tudela, Viana, Pueyo, Añorbe y Caparroso.